# Дискографија групе Deep Purple

Британска рок група Дип перпл објавила је осамнаест студијских албума, тридесет четири албума уживо, двадесет компилација, као и четрнаест видео издања и небројано синглова.
Групу су 1968 формирали Ричи Блекмор, Џон Лорд, Ијан Пејс, Род Еванс and Ник Симпер, Дип перпл и исте године у јулу објавили дебитантски албум, Shades of Deep Purple.
Током година мењали су се многи чланови групе, тако да данас једино је у групи Ијан Пејс који је уједно био и у првој (оригиналној) постави.. Данас остали чланови групе су Ијан Гилан, Роџер Главер, Стиви Морс and Дон Ери. (Види такође Списак чланова групе Дип перпл).

## Студијски албуми
| Датум издања   | наслов албума           | Позиција | Позиција | Позиција | Сертификати                         | Састав групе |
| Датум издања   | наслов албума           | [ 1 ]    | [ 2 ]    | Канада   | Сертификати                         | Састав групе |
| -------------- | ----------------------- | -------- | -------- | -------- | ----------------------------------- | --- |
| септембар 1968 | Shades of Deep Purple   |          | 24       | 19       |                                     | Mk I (1968-1969) - Род Еванс - водећи вокал - Ричи Блекмор - гитара - Ник Симпер - бас, пратећи вокали - Џон Лорд - органа, пратећи вокали - Ијан Пејс - бубњеви                                             |
| октобар 1968   | The Book of Taliesyn    |          | 54       | 48       |                                     | Mk I (1968-1969) - Род Еванс - водећи вокал - Ричи Блекмор - гитара - Ник Симпер - бас, пратећи вокали - Џон Лорд - органа, пратећи вокали - Ијан Пејс - бубњеви                                             |
| јуни 1969      | Deep Purple             |          | 162      |          |                                     | Mk I (1968-1969) - Род Еванс - водећи вокал - Ричи Блекмор - гитара - Ник Симпер - бас, пратећи вокали - Џон Лорд - органа, пратећи вокали - Ијан Пејс - бубњеви                                             |
| септембар 1970 | Deep Purple in Rock     | 4        | 143      |          | : Gold : 3x Platinum                | Mk II (1969-1973) - Ијан Гилан - вокали, хармоника, удараљке - Ричи Блекмор - гитара - Роџер Главер - бас - Џон Лорд - клавијатуре - Ијан Пејс - бубњеви                                                     |
| јули 1971      | Fireball                | 1        | 32       |          | : Gold                              | Mk II (1969-1973) - Ијан Гилан - вокали, хармоника, удараљке - Ричи Блекмор - гитара - Роџер Главер - бас - Џон Лорд - клавијатуре - Ијан Пејс - бубњеви                                                     |
| мај 1972       | Machine Head            | 1        | 7        | 24       | : 2x Platinum : 4x Platinum         | Mk II (1969-1973) - Ијан Гилан - вокали, хармоника, удараљке - Ричи Блекмор - гитара - Роџер Главер - бас - Џон Лорд - клавијатуре - Ијан Пејс - бубњеви                                                     |
| јануар 1973    | Who Do We Think We Are  | 4        | 15       |          | : Gold                              | Mk II (1969-1973) - Ијан Гилан - вокали, хармоника, удараљке - Ричи Блекмор - гитара - Роџер Главер - бас - Џон Лорд - клавијатуре - Ијан Пејс - бубњеви                                                     |
| фебруар 1974   | Burn                    | 3        | 9        |          | : Platinum : 2x Platinum            | Mk III (1973-1975) - Дејвид Кавердејл - пратећи вокали - Ричи Блекмор - гитара - Глен Хјуз - бас, вокали - Џон Лорд - клавијатуре - Ијан Пејс - бубњеви, удараљке                                            |
| децембар 1974  | Stormbringer            | 6        | 20       |          | : Gold                              | Mk III (1973-1975) - Дејвид Кавердејл - пратећи вокали - Ричи Блекмор - гитара - Глен Хјуз - бас, вокали - Џон Лорд - клавијатуре - Ијан Пејс - бубњеви, удараљке                                            |
| октобар 1975   | Come Taste the Band     | 19       | 43       |          | : Silver                            | Mk IV (1975-1976) - Дејвид Кавердејл - водећи вокал - Томи Болин - гитара, вокали, бас, клавир - Glenn Hughes - бас, вокали - Џон Лорд - органа, синтисајзер, пратећи вокали - Ијан Пејс - бубњеви, удараљке |
| новембар 1984  | Perfect Strangers       | 5        | 17       |          | : Platinum : 2x Platinum : Platinum | Mk II (reunited, 1984-1989) - Ијан Гилан - вокали, хармоника, удараљке - Ричи Блекмор - гитара - Роџер Главер - бас, синтисајзер - Џон Лорд - органа, клавир - Ијан Пејс - бубњеви                           |
| јануар 1987    | The House of Blue Light | 10       | 34       |          | : Gold                              | Mk II (reunited, 1984-1989) - Ијан Гилан - вокали, хармоника, удараљке - Ричи Блекмор - гитара - Роџер Главер - бас, синтисајзер - Џон Лорд - органа, клавир - Ијан Пејс - бубњеви                           |
| октобар 1990   | Slaves and Masters      | 45       | 87       |          |                                     | Mk V (1989-1992) - Џо Лин Тарнер - вокали - Ричи Блекмор - гитара - Роџер Главер - бас - Џон Лорд - клавијатуре - Ијан Пејс - бубњеви                                                                        |
| јули 1993      | The Battle Rages On     | 21       | 192      |          |                                     | Mk II (reunited again, 1992-1993) - Ијан Гилан - вокали, хармоника, удараљке - Ричи Блекмор - гитара - Роџер Главер - бас - Џон Лорд - клавијатуре - Ијан Пејс - бубњеви                                     |
| фебруар 1996   | Purpendicular           | 58       |          |          |                                     | Mk VII (1994-2002) - Ијан Гилан - вокали, хармоника, удараљке - Стиви Морс - гитара - Роџер Главер - бас - Џон Лорд - клавијатуре - Ијан Пејс - бубњеви                                                      |
| мај 1998       | Abandon                 | 76       |          |          |                                     | Mk VII (1994-2002) - Ијан Гилан - вокали, хармоника, удараљке - Стиви Морс - гитара - Роџер Главер - бас - Џон Лорд - клавијатуре - Ијан Пејс - бубњеви                                                      |
| септембар 2003 | Bananas                 |          |          |          |                                     | Mk VIII (2002-present) - Ијан Гилан - вокали, хармоника, удараљке - Стиви Морс - гитара - Роџер Главер - бас - Дон Ери - клавијатуре - Ијан Пејс - бубњеви                                                   |
| октобар 2005   | Rapture of the Deep     | 81       | 42       |          |                                     | Mk VIII (2002-present) - Ијан Гилан - вокали, хармоника, удараљке - Стиви Морс - гитара - Роџер Главер - бас - Дон Ери - клавијатуре - Ијан Пејс - бубњеви                                                   |
| 26. април 2013 | Now What?!              | 19       | 110      |          | : Gold                              | Mk VIII (2002-present) - Ијан Гилан - вокали, хармоника, удараљке - Стиви Морс - гитара - Роџер Главер - бас - Дон Ери - клавијатуре - Ијан Пејс - бубњеви                                                   |
| 7. април 2017  | Infinite                | 6        | 105      | 49       |                                     | Mk VIII (2002-present) - Ијан Гилан - вокали, хармоника, удараљке - Стиви Морс - гитара - Роџер Главер - бас - Дон Ери - клавијатуре - Ијан Пејс - бубњеви                                                   |

## Уживо албуми
| Снимљено | Издато         | Назив албума | Позиција | Позиција                  | Позиција | Сертификати       | Састав |
| Снимљено | Издато         | Назив албума | [ 1 ]    | Сједињене Америчке Државе | Канада   | Сертификати       | Састав |
| -------- | -------------- | --- | -------- | ------------------------- | -------- | ----------------- | --- |
| 1968     | 2002           | Inglewood - Live in California |          |                           |          |                   | Mk I (1968-1969) - Род Еванс - пратећи вокали - Ричи Блекмор - гитара - Ник Симпер - бас, пратећи вокали - Џон Лорд - органа, пратећи вокали - Ијан Пејс - бубњеви                                        |
| 1969     | 1969           | Concerto for Group and Orchestra |          |                           |          |                   | Mk II (1969-1973) - Ијан Гилан - вокали, хармоника, удараљке - Ричи Блекмор - гитара - Роџер Главер - бас - Џон Лорд - клавијатуре - Ијан Пејс - бубњеви                                                  |
| 1969     | 2004 2006      | Kneel & Pray Live in Montreux 69 |          |                           |          |                   | Mk II (1969-1973) - Ијан Гилан - вокали, хармоника, удараљке - Ричи Блекмор - гитара - Роџер Главер - бас - Џон Лорд - клавијатуре - Ијан Пејс - бубњеви                                                  |
| 1970     | 2001 2005      | Space Vol 1 & 2 Live in Aachen |          |                           |          |                   | Mk II (1969-1973) - Ијан Гилан - вокали, хармоника, удараљке - Ричи Блекмор - гитара - Роџер Главер - бас - Џон Лорд - клавијатуре - Ијан Пејс - бубњеви                                                  |
| 1970     | 1993           | Gemini Suite Live |          |                           |          |                   | Mk II (1969-1973) - Ијан Гилан - вокали, хармоника, удараљке - Ричи Блекмор - гитара - Роџер Главер - бас - Џон Лорд - клавијатуре - Ијан Пејс - бубњеви                                                  |
| 1970     | 1988 2005      | Scandinavian Nights Live in Stockholm |          |                           |          |                   | Mk II (1969-1973) - Ијан Гилан - вокали, хармоника, удараљке - Ричи Блекмор - гитара - Роџер Главер - бас - Џон Лорд - клавијатуре - Ијан Пејс - бубњеви                                                  |
| 1970-72  | 1980           | Deep Purple in Concert | 30       |                           |          |                   | Mk II (1969-1973) - Ијан Гилан - вокали, хармоника, удараљке - Ричи Блекмор - гитара - Роџер Главер - бас - Џон Лорд - клавијатуре - Ијан Пејс - бубњеви                                                  |
| 1972     | 2004           | Live Denmark 1972 |          |                           |          |                   | Mk II (1969-1973) - Ијан Гилан - вокали, хармоника, удараљке - Ричи Блекмор - гитара - Роџер Главер - бас - Џон Лорд - клавијатуре - Ијан Пејс - бубњеви                                                  |
| 1972     | 1972 1993      | Made in Japan Live in Japan | 16       | 6                         |          | : Platinum : Gold | Mk II (1969-1973) - Ијан Гилан - вокали, хармоника, удараљке - Ричи Блекмор - гитара - Роџер Главер - бас - Џон Лорд - клавијатуре - Ијан Пејс - бубњеви                                                  |
| 1974     | 1996 2004      | California Jamming Just Might Take Your Life                                                                                             |          |                           |          |                   | Mk III (1973-1975) - Дејвид Кавердејл - пратећи вокали - Ричи Блекмор - гитара - Глен Хјуз - бас, вокали - Џон Лорд - клавијатуре - Ијан Пејс - бубњеви, удараљке                                         |
| 1974     | 2004           | Perks and Tit |          |                           |          |                   | Mk III (1973-1975) - Дејвид Кавердејл - пратећи вокали - Ричи Блекмор - гитара - Глен Хјуз - бас, вокали - Џон Лорд - клавијатуре - Ијан Пејс - бубњеви, удараљке                                         |
| 1974     | 1982           | Live in London | 23       |                           |          |                   | Mk III (1973-1975) - Дејвид Кавердејл - пратећи вокали - Ричи Блекмор - гитара - Глен Хјуз - бас, вокали - Џон Лорд - клавијатуре - Ијан Пејс - бубњеви, удараљке                                         |
| 1975     | 1976 1996 2001 | Made in Europe Mk III: The Final Concerts Live in Paris 1975                                                                             | 12       | 148                       |          |                   | Mk III (1973-1975) - Дејвид Кавердејл - пратећи вокали - Ричи Блекмор - гитара - Глен Хјуз - бас, вокали - Џон Лорд - клавијатуре - Ијан Пејс - бубњеви, удараљке                                         |
| 1975     | 1977 2001      | Last Concert in Japan This Time Around: Live in Tokyo                                                                                    |          |                           |          |                   | Mk IV (1975-1976) - Дејвид Кавердејл - пратећи вокали - Томи Болин - гитара, вокали, бас, клавир - Глен Хјуз - бас, вокал - Џон Лорд - органа, синтисајзер, пратећи вокал - Ијан Пејс - бубњеви, удараљке |
| 1976     | 1995 2000      | King Biscuit Flower Hour Presents: Deep Purple in Concert On the Wings of a Russian Foxbat Deep Purple: Extended Versions                |          |                           |          |                   | Mk IV (1975-1976) - Дејвид Кавердејл - пратећи вокали - Томи Болин - гитара, вокали, бас, клавир - Глен Хјуз - бас, вокал - Џон Лорд - органа, синтисајзер, пратећи вокал - Ијан Пејс - бубњеви, удараљке |
| 1985     | 1991           | In the Absence of Pink: Knebworth 85 |          |                           |          |                   | Mk II (reunited, 1984-1989) - Ијан Гилан - вокали, хармоника, удараљке - Ричи Блекмор - гитара - Роџер Главер - бас, синтисајзер - Џон Лорд - органа, клавир - Ијан Пејс - бубњеви                        |
| 1987     | 1988           | Nobody's Perfect | 38       | 105                       |          |                   | Mk II (reunited, 1984-1989) - Ијан Гилан - вокали, хармоника, удараљке - Ричи Блекмор - гитара - Роџер Главер - бас, синтисајзер - Џон Лорд - органа, клавир - Ијан Пејс - бубњеви                        |
| 1993     | 1994 2006 2007 | Come Hell or High Water Live in Europe 1993 (4CD-set, released the year after as separates): Live in Stuttgart 1993 Live at the NEC 1993 |          |                           |          |                   | Mk II (reunited again, 1992-1993) - Ијан Гилан - вокали, хармоника, удараљке - Ричи Блекмор - гитара - Роџер Главер - бас - Џон Лорд - клавијатуре - Ијан Пејс - бубњеви                                  |
| 1996     | 1997           | Live at the Olympia '96 |          |                           |          |                   | Mk VII (1994-2002) - Ијан Гилан - вокали, хармоника, удараљке - Стиви Морс - гитара - Роџер Главер - бас - Џон Лорд - клавијатуре - Ијан Пејс - бубњеви                                                   |
| 1996     | 2006           | Live at Montreux 1996 |          |                           |          |                   | Mk VII (1994-2002) - Ијан Гилан - вокали, хармоника, удараљке - Стиви Морс - гитара - Роџер Главер - бас - Џон Лорд - клавијатуре - Ијан Пејс - бубњеви                                                   |
| 1999     | 1999           | Total Abandon: Australia '99 |          |                           |          |                   | Mk VII (1994-2002) - Ијан Гилан - вокали, хармоника, удараљке - Стиви Морс - гитара - Роџер Главер - бас - Џон Лорд - клавијатуре - Ијан Пејс - бубњеви                                                   |
| 1999     | 2000           | Live at the Royal Albert Hall |          |                           |          |                   | Mk VII (1994-2002) - Ијан Гилан - вокали, хармоника, удараљке - Стиви Морс - гитара - Роџер Главер - бас - Џон Лорд - клавијатуре - Ијан Пејс - бубњеви                                                   |
| 2000     | 2001           | Live at the Rotterdam Ahoy |          |                           |          |                   | Mk VII (1994-2002) - Ијан Гилан - вокали, хармоника, удараљке - Стиви Морс - гитара - Роџер Главер - бас - Џон Лорд - клавијатуре - Ијан Пејс - бубњеви                                                   |
| 2001     | 2001           | The Soundboard Series |          |                           |          |                   | Mk VII (1994-2002) - Ијан Гилан - вокали, хармоника, удараљке - Стиви Морс - гитара - Роџер Главер - бас - Џон Лорд - клавијатуре - Ијан Пејс - бубњеви                                                   |
| 2006     | 2007           | They All Came Down to Montreux |          |                           |          |                   | Mk VIII (2002-данас) - Ијан Гилан - вокали, хармоника, удараљке - Стиви Морс - гитара - Роџер Главер - бас - Дон Ери - клавијатуре - Ијан Пејс - бубњеви                                                  |

## Уживо DVD издања
Mk II
- Concerto for Group and Orchestra, 1969 (LP 1969, DVD 2003)
- Special Edition EP, 1969/1971 (издато 2003)
- Scandinavian Nights - Live in Denmark 1972, 1972 (издато 1988)
- Live in Concert 72/73, 1972/1973 (издато 2005) (RIAA: Gold[6])
- Deep Purple: History, Hits & Highlights 1968-76, (издато 2009)

Mk III
- Live in California 74, 1974 (TV 1974, DVD ремастеровано 2005)
- Deep Purple: History, Hits & Highlights 1968-76, (издато 2009)

Mk II, Reunited
- Come Hell or High Water, 1993 (DVD издато 2001)

Mk VII
- Bombay Calling, 1995[7]
- Live at Montreux 1996, 1996.
- Total Abandon: Live in Australia, 1999.
- In Concert with the London Symphony Orchestra, 1999 (издато 2000)
- Perihelion, 2001.
- Live Encounters, 2003.
- Around The World Live 4 DVD бокс сет (издато 2008)

Mk VIII
- They All Came Down to Montreux, јуни 2007 # 1 (at amazon.ca)

## Компилациони албуми
- Purple Passages, септембар 1972; # 57
- Mark I & II, децембар 1973.
- 24 Carat Purple, јули 1975; #14
- Powerhouse, 1977.
- When We Rock, We Rock, and When We Roll, We Roll, 1978.
- The Mark II Purple Singles, април 1979; #24
- Deepest Purple: The Very Best of Deep Purple, јули 1980; #1 , #148  : Platinum
- The Anthology, јуни 1985; # 50
- Knocking at Your Back Door: The Best of Deep Purple in the 80's, 1992.
- The Deep Purple Singles A's and B's, јануар 1993 (1968-1976)
- 30: Very Best of Deep Purple, октобар 1998; #39
- Smoke on the Water, 1998.
- Purplexed, 1998.
- Shades 1968-1998, 1999.
- The Very Best of Deep Purple, 2000.
- The 1975 California Rehearsals, volume 1 & 2, 2000.
- Listen, Learn, Read On, октобар 29, 2002 (6 дискова бокс сет)
- Deep Purple: The Universal Masters Collection, 2003.
- Winning Combinations: Deep Purple and Rainbow, 2003.
- The Best of Deep Purple: Live in Europe, 2003.
- Deep Purple: The Platinum Collection, 2005 #39

## Хит синглови
| Година | Назив                                                                                          | Позиција             | Позиција                  | Позиција  | Сертификати | Албум                   |
| Година | Назив                                                                                          | Уједињено Краљевство | Сједињене Америчке Државе | Холандија | Сертификати | Албум                   |
| ------ | ---------------------------------------------------------------------------------------------- | -------------------- | ------------------------- | --------- | ----------- | ----------------------- |
| 1968   | "Hush"                                                                                         |                      | 4                         |           |             | Shades of Deep Purple   |
| 1968   | "Kentucky Woman"                                                                               |                      | 38                        |           |             | The Book of Taliesyn    |
| 1969   | "River Deep - Mountain High"                                                                   |                      | 53                        |           |             | The Book of Taliesyn    |
| 1970   | "Black Night"                                                                                  | 2                    | 66                        | 11        |             |                         |
| 1972   | "Child in Time"                                                                                |                      |                           | 10        |             | Deep Purple in Rock     |
| 1971   | "Strange Kind of Woman"                                                                        | 8                    |                           |           |             |                         |
| 1971   | "Fireball"                                                                                     | 15                   |                           | 25        |             | Fireball                |
| 1972   | "Never Before"                                                                                 | 35                   |                           |           |             | Machine Head            |
| 1973   | "Smoke on the Water"                                                                           | 21                   | 4                         | 12        | : Gold      | Machine Head            |
| 1973   | "Woman from Tokyo"                                                                             |                      | 60                        | 8         |             | Who Do We Think We Are  |
| 1974   | "Might Just Take Your Life"                                                                    |                      | 91                        |           |             | Burn                    |
| 1977   | New Live and Rare EP (садржи необјављену уживо верзију песме "Black Night" из 1970)            | 31                   |                           |           |             |                         |
| 1978   | New Live and Rare EP II                                                                        | 45                   |                           |           |             |                         |
| 1980   | "Black Night" (reissue)                                                                        | 43                   |                           |           |             |                         |
| 1980   | New Live and Rare EP III (садржи необјављену уживо верзију песме "Smoke on the Water" из 1972) | 48                   |                           |           |             |                         |
| 1985   | "Knocking at Your Back Door"                                                                   |                      | 61                        |           |             | Perfect Strangers       |
| 1985   | "Perfect Strangers"                                                                            | 48                   |                           |           |             | Perfect Strangers       |
| 1985   | "Knocking at Your Back Door / Perfect Strangers"                                               | 68                   |                           |           |             | Perfect Strangers       |
| 1987   | "Call of the Wild"                                                                             | 92                   |                           |           |             | The House of Blue Light |
| 1988   | "Hush" (re-recording)                                                                          | 62                   |                           |           |             | Nobody's Perfect        |
| 1990   | "King of Dreams"                                                                               | 70                   |                           |           |             | Slaves and Masters      |
| 1991   | "Love Conquers All"                                                                            | 57                   |                           |           |             | Slaves and Masters      |
| 1995   | "Black Night" (re-mix)                                                                         | 66                   |                           |           |             |                         |